# Jules Rimet
Jules Rimet (Theuley-les-Lavoncourt, 14 oktober 1873 – Suresnes, 15 oktober 1956), van opleiding advocaat, later voetbalvoorzitter, werd voorzitter van de FFF, de Franse voetbalbond (1919-1947) en eveneens van de FIFA, de wereldvoetbalbond (1921-1954). Rimet was de initiator van het eerste WK voetbal in 1930.

## Levensloop
In 1897 richtte Rimet de Parijse voetbalclub Red Star op, die thans nog bestaat als amateurclub. In de Eerste Wereldoorlog kreeg hij als luitenant in de infanterie het Croix de guerre. Na deze oorlog, in 1919, werd hij eerste voorzitter van de nieuw opgerichte FFF. Hij moest dit voorzitterschap verlaten in 1949 toen hij Saarbrücken wilde opnemen in de competitie, wat door betrokken clubs niet werd gewaardeerd. In 1946 werd de bestaande wisseltrofee voor het WK voetbal naar hem genoemd: Coupe Jules Rimet.
Robert Guérin (1904–1906) · 
Daniel Burley Woolfall (1906–1918) · 
Jules Rimet (1921–1954) · 
Rodolphe William Seeldrayers (1954–1955) · 
Arthur Drewry (1955–1961) · 
Sir Stanley Rous (1961–1974) · 
João Havelange (1974–1998) · 
Sepp Blatter (1998–2015) · 
Issa Hayatou (2015–2016) · 
Gianni Infantino (2016–heden)